# Ambroise-Polycarpe de La Rochefoucauld
Ambroise-Polycarpe de La Rochefoucauld (Parigi, 2 aprile 1765 – Montmirail (Marna), 2 giugno 1841) è stato un politico e nobile francese.

## Biografia

### I primi anni
Ambroise-Polycarpe de La Rochefoucauld nacque a Parigi il 2 aprile 1765. Era nipote di Alexandre-Nicolas de La Rochefoucauld (1709-1760), marchese di Surgères, citato da Voltaire nei suoi Éloges. Suoi genitori erano il visconte Jean-François de La Rochefoucauld (1735-1789), generale di brigata, e Anne-Sabine-Rosalie de Chauvelin, figlia di Germain Louis de Chauvelin (1685-1762), marchese di Grosbois, guardasigilli di Francia.
All'età di 14 anni sposò una discendente del marchese di Louvois, madmoiselle de Montmirail.
Due anni dopo divenne sottotenente dei dragoni e rimase in servizio sino al 1792, raggiungendo il grado di maggiore di cavalleria.
Durante la Rivoluzione francese emigrò all'estero e compì una serie di viaggi in Europa. Tornò in Francia durante il Consolato, ma rimase fuori della politica. Malgrado le offerte di Napoleone, accettò unicamente la posizione di membro del consiglio generale della Marna.

### La Restaurazione borbonica
Dopo la prima restaurazione borbonica il 4 giugno 1814, La Rochefoucauld venne nominato membro della camera dei pari di Francia, sedendo nelle file dei realisti. Votò per la morte del maresciallo Ney e combatté la libertà di stampa, che  vedeva come una delle fonti di rovina del Paese.
Il 26 settembre 1822 venne nominato direttore generale delle poste di Francia e fu conosciuto come un amministratore dotato.
Il 4 agosto 1824, re Carlo X lo nominò ministro della maison du roi al posto del maresciallo Jacques Lauriston. Durante tale incarico uno dei suoi atti più significativi fu l'acquisizione delle terre di Grignon per stabilirvi l'Istituto Agronomico Reale. Nel 1828 si impegnò perché non venisse eliminata la Guardia Nazionale.
Diede le dimissioni da ministro il 4 gennaio 1828 e si dedicò principalmente ad attività caritatevoli.

### La monarchia di luglio
La Rochefoucauld fu uno degli oppositori della rivoluzione di luglio del 1830 che spodestò il ramo principale dei Borboni a vantaggio degli Orléans. Alla camera dei pari si espresse contrariamente al bandire la famiglia reale dalla Francia. Il 9 gennaio 1831 diede le dimissioni dalla camera dei pari di Francia per protesta.
Morì al castello di Montmirail a Montmirail, il 2 giugno 1841, all'età di 76 anni.